# Damian Gorawski
Damian Gorawski (Ruda Śląska, 4 gennaio 1979) è un ex calciatore polacco, di ruolo centrocampista.

## Caratteristiche tecniche
Era un esterno destro, che poteva giocare anche come ala sulla medesima fascia.

## Carriera

### Club
Cresciuto nel Ruch Chorzów, nel 2003 è acquistato dal Wisla Cracovia per € 200.000. Nel 2005 è ceduto a titolo definitivo al Mosca FC in cambio di € 2 milioni. Termina la carriera nel 2011, potendo vantare la vittoria di due campionati polacchi.

### Nazionale
Esordisce il 12 novembre 2003 contro l'Italia (3-1).

## Statistiche

### Cronologia presenze e reti in nazionale
| Cronologia completa delle presenze e delle reti in nazionale ― Polonia | Cronologia completa delle presenze e delle reti in nazionale ― Polonia | Cronologia completa delle presenze e delle reti in nazionale ― Polonia | Cronologia completa delle presenze e delle reti in nazionale ― Polonia | Cronologia completa delle presenze e delle reti in nazionale ― Polonia | Cronologia completa delle presenze e delle reti in nazionale ― Polonia | Cronologia completa delle presenze e delle reti in nazionale ― Polonia | Cronologia completa delle presenze e delle reti in nazionale ― Polonia |
| Data                                                                   | Città                                                                  | In casa                                                                | Risultato                                                              | Ospiti                                                                 | Competizione                                                           | Reti                                                                   | Note                                                                   |
| ---------------------------------------------------------------------- | ---------------------------------------------------------------------- | ---------------------------------------------------------------------- | ---------------------------------------------------------------------- | ---------------------------------------------------------------------- | ---------------------------------------------------------------------- | ---------------------------------------------------------------------- | ---------------------------------------------------------------------- |
| 12-11-2003                                                             | Varsavia                                                               | Polonia                                                                | 3 – 1                                                                  | Italia                                                                 | Amichevole                                                             | -                                                                      | 90’                                                                    |
| 16-11-2003                                                             | Płock                                                                  | Polonia                                                                | 4 – 3                                                                  | Serbia e Montenegro                                                    | Amichevole                                                             | -                                                                      | 85’                                                                    |
| 18-2-2004                                                              | San Fernando                                                           | Slovenia                                                               | 0 – 2                                                                  | Polonia                                                                | Amichevole                                                             | -                                                                      | 68’                                                                    |
| 21-2-2004                                                              | San Fernando                                                           | Fær Øer                                                                | 0 – 6                                                                  | Polonia                                                                | Amichevole                                                             | -                                                                      | 46’                                                                    |
| 31-3-2004                                                              | Płock                                                                  | Polonia                                                                | 0 – 1                                                                  | Stati Uniti                                                            | Amichevole                                                             | -                                                                      | 62’                                                                    |
| 29-5-2004                                                              | Stettino                                                               | Polonia                                                                | 1 – 0                                                                  | Grecia                                                                 | Amichevole                                                             | -                                                                      | 89’                                                                    |
| 5-6-2004                                                               | Solna                                                                  | Svezia                                                                 | 3 – 1                                                                  | Polonia                                                                | Amichevole                                                             | 1                                                                      | 86’                                                                    |
| 18-8-2004                                                              | Poznań                                                                 | Polonia                                                                | 1 – 5                                                                  | Danimarca                                                              | Amichevole                                                             | -                                                                      | 58’                                                                    |
| 4-9-2004                                                               | Belfast                                                                | Irlanda del Nord                                                       | 0 – 3                                                                  | Polonia                                                                | Qual. Mondiali 2006                                                    | -                                                                      | 67’                                                                    |
| 8-9-2004                                                               | Cracovia                                                               | Polonia                                                                | 1 – 2                                                                  | Inghilterra                                                            | Qual. Mondiali 2006                                                    | -                                                                      | 80’                                                                    |
| 17-11-2004                                                             | Saint-Denis                                                            | Francia                                                                | 0 – 0                                                                  | Polonia                                                                | Amichevole                                                             | -                                                                      | 90’                                                                    |
| 9-2-2005                                                               | Grodzisk Wielkopolski                                                  | Polonia                                                                | 1 – 3                                                                  | Bielorussia                                                            | Amichevole                                                             | -                                                                      | 46’                                                                    |
| 15-8-2005                                                              | Kiev                                                                   | Polonia                                                                | 3 – 2                                                                  | Serbia e Montenegro                                                    | Amichevole                                                             | -                                                                      | 75’                                                                    |
| 16-11-2005                                                             | Ostrowiec Świętokrzyski                                                | Polonia                                                                | 3 – 1                                                                  | Estonia                                                                | Amichevole                                                             | -                                                                      |                                                                        |
| Totale                                                                 |                                                                        | Presenze                                                               | 14                                                                     |                                                                        | Reti                                                                   | 1                                                                      |                                                                        |

## Palmarès

### Club

#### Competizioni nazionali
- Campionato polacco: 2

Wisla Cracovia: 2003-2004, 2004-2005